# Autoroute ferroviaire

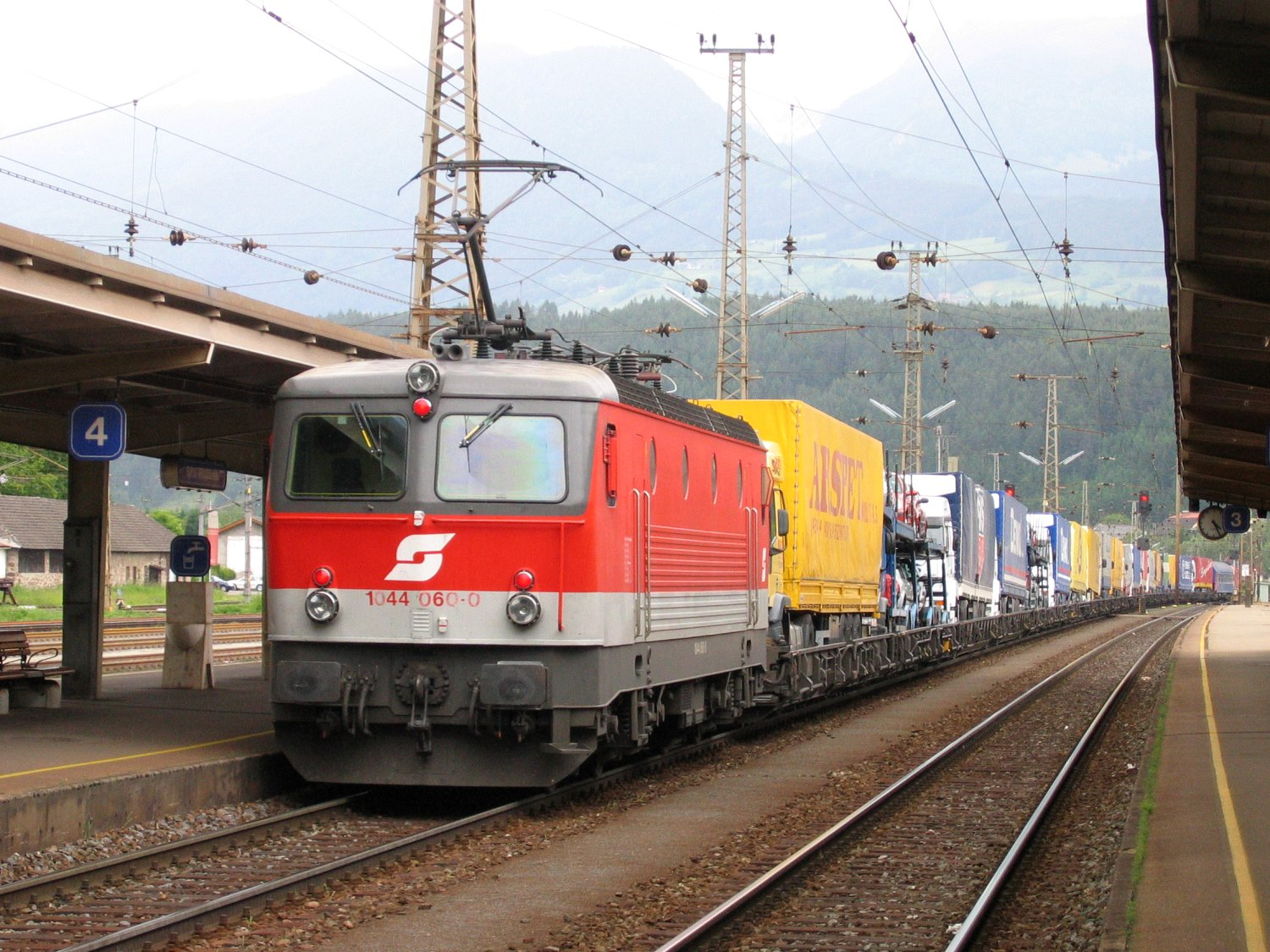
Autoroute ferroviaire en Autriche.

L'autoroute ferroviaire ou la route roulante est un type de transport combiné consistant à transporter des poids lourds sur des trains spéciaux qui peuvent atteindre des longueurs de 800 mètres. Il s'agit d'un des aspects du ferroutage.

## Historique du concept

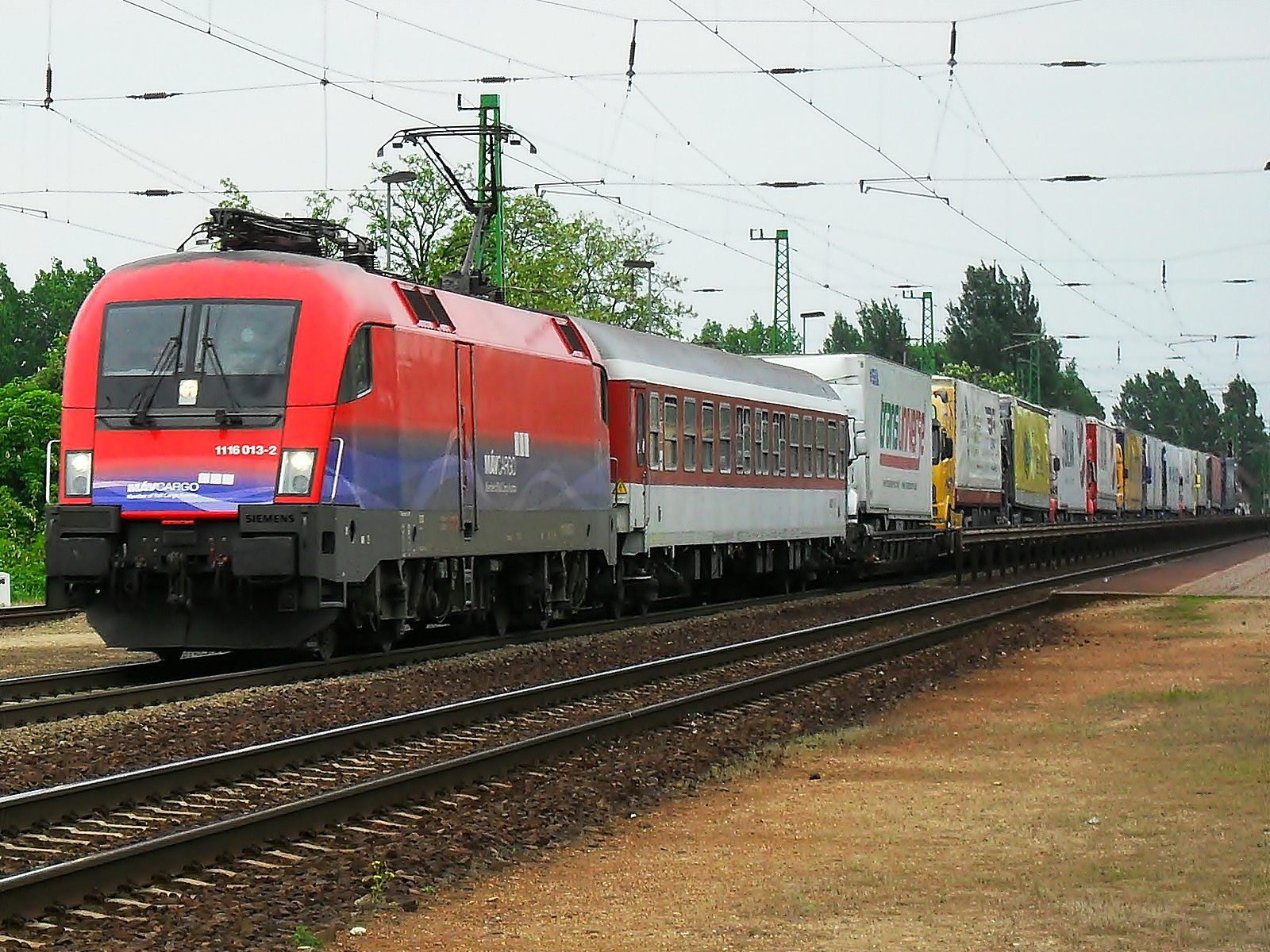
Autoroute ferroviaire en Hongrie exploitée par la MÁV, compagnie ferroviaire nationale hongroise.

Bien que ce système puisse en théorie délester le réseau routier d'une partie du trafic poids lourds, il ne s'est que peu appliqué en France.
Les services de la Route roulante entre pays d'Europe du Nord et du sud depuis la fin des années 1960 et « la Navette » d'Eurotunnel plus récemment, correspondent à ce type. L'Allemagne y a eu massivement recours jusqu'en 1994 pour ses transports nationaux mais ne l'a conservé que pour le fret international depuis l'arrêt des subventions publiques.

## Exemples

### Autriche
En Autriche, les autoroutes ferroviaires fonctionnent depuis la Bavière via le Tyrol vers l'Italie ou l'Europe de l'Est. Traditionnellement, l'Autriche est un pays de transit pour les poids-lourds, d'où l'importance environnementale de ces autoroutes ferroviaires. En 1999, la compagnie nationale ÖBB transporte 254000 camions soit 8,5 millions de tonnes de Fret (contre 158989 camions en 1993). Ces trains sont exploités par Ökombi GmbH, qui fait partie de la division Cargo de l'opérateur historique ÖBB. Il existe une liaison directe entre Salzbourg et le port de Trieste en Italie, où les camions arrivent en ferries depuis la Turquie.

### France

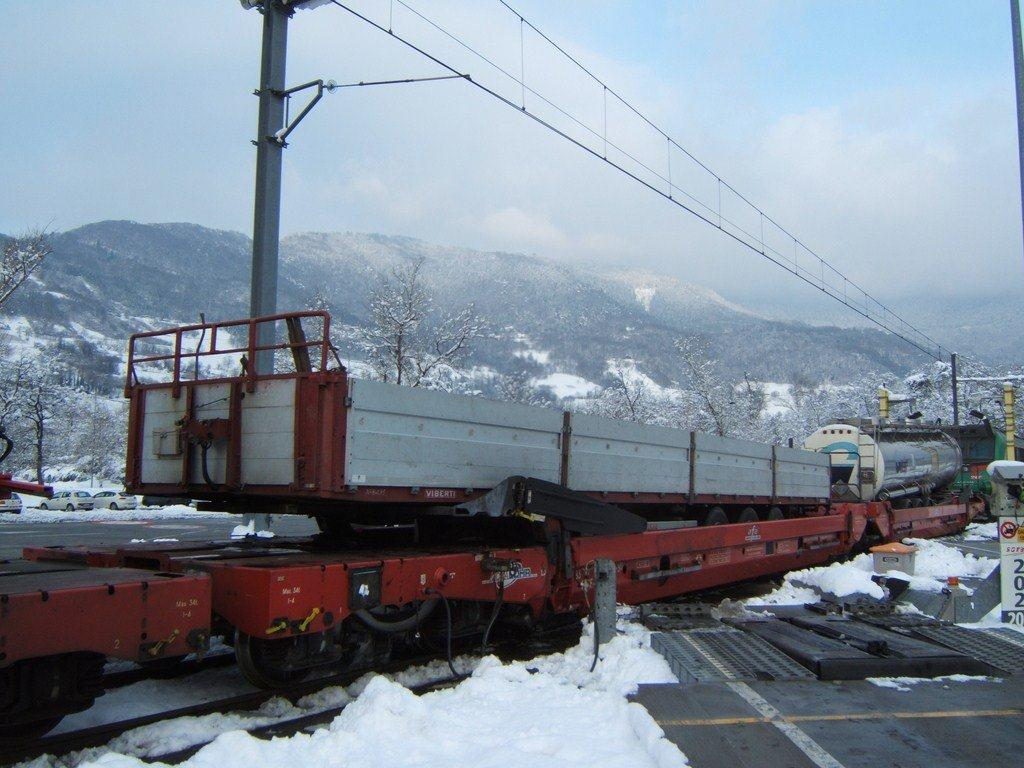
Wagon Modalohr utilisé par les autoroutes ferroviaires françaises.

Cinq liaisons sont en service en France, l'autoroute ferroviaire alpine qui traverse les Alpes de la France vers l'Italie depuis 2003, une autre liaison entre Luxembourg et Le Boulou inaugurée en mars 2007 qui met en service des navettes, à proximité de Perpignan, sur une distance d'environ 1 000 km en passant par Dijon et Lyon , une liaison similaire Sète Luxembourg, une liaison Calais Le Boulou et enfin une ligne Calais Orbassano.
En 2017, les trois autoroutes ferroviaires françaises ont transporté au total entre 110 000 et 120 000 semi-remorques. La Société nationale des chemins de fer français (SNCF) espère qu'en 2020 ces autoroutes ferroviaires pourraient représenter environ 10 % du trafic ferroviaire de marchandise.
La commercialisation du service est réalisée par plusieurs sociétés : VIIA (filiale de la SNCF) ainsi que Lorry-Rail, dont les principaux actionnaires sont la Caisse des dépôts et consignations (42,6 %) et Vinci Concessions (19,9 %). La traction est assurée par Fret SNCF.
Le matériel est constitué de wagons spéciaux surbaissés Modalohr construits par la société Lohr Industrie et testés depuis 2003 sur la liaison France - Italie par le tunnel ferroviaire du Fréjus. Lorry-Rail, dans ses prévisions initiales, prévoyait d'investir environ 25 millions d'euros pour l'acquisition des wagons et l'aménagement de la plateforme terminale du Boulou (20 km au sud de Perpignan). Le Grand Duché de Luxembourg a subventionné les aménagements de la gare multimodale de Bettembourg, près de Luxembourg. Une subvention de 30 millions d'euros a été allouée par l'agence de financement des infrastructures de transport de France (AFITF) pour les travaux d'aménagement du gabarit à la charge de SNCF Réseau.
Il est prévu dans un premier temps[Quand ?] de faire circuler une paire de trains (un dans chaque sens) chaque nuit entre 18 h et 6 h du matin. Chaque train formé de 18 wagons offre une capacité de 36 semi-remorques. Le prix du transport est évalué à  670 euros par semi-remorque (sans chauffeur) et 630 euros par caisse mobile. Le trafic est estimé à 30 000 camions par an, soit 4 % du trafic à longue distance en France.
Il faut 14h30 pour faire le trajet Luxembourg-Perpignan, contre 17 à 22 h par la route. En mai 2009 un second aller retour quotidien a été mis en place, puis un troisième en avril 2010, alors que le trafic atteint 3 000 camions par mois. Une quatrième rotation quotidienne a été développée en décembre 2010[réf. nécessaire]. À partir de mai 2011 trois aller-retour hebdomadaires seront prolongés vers le sud de la Suède.
La ligne Calais - Le Boulou a été mise en route début 2016, mais aussitôt suspendue à cause de la crise des migrants à Calais. Son exploitation a repris en février 2017, à raison d'un aller-retour par jour, à la suite de travaux de sécurisation sur le terminal de Calais et sur les wagons.
Une autre ligne était à l'étude entre Calais et Leipzig. Elle devait utiliser la technologie de chargement latéral des remorques sur les wagons de la société allemande CargoBeamer. Les travaux de construction de la plateforme de transbordement route-rail aurait dû commencer en 2012 mais la forte opposition des élus et de la population ainsi que la décision défavorable de l'ARAF sont venues mettre en péril ce projet qui a déjà bénéficié de deux enquêtes publiques en 2014 .
La liaison Calais - Orbassano a été inaugurée le mardi 6 novembre 2018 en présence de Guillaume Pépy, PDG de la SNCF, et Élisabeth Borne, ministre des transports. Cette liaison a une longueur de 1 150 km. Elle a comme particularité de ne pas  nécessiter de semi-remorques.  Le chargement se fait à l’horizontale, en faisant rouler les véhicules, et non à la verticale, à l’aide d’une grue.
Mis à part l'autoroute ferroviaire alpine, ce service ne transporte que les remorques (aucun transport de tracteur ou de chauffeur).
En juillet 2020, deux nouvelles autoroutes ferroviaires sont annoncées, à savoir Sète - Calais et Bayonne - Cherbourg-en-Cotentin,.
Les lignes Sète - Calais et Sète - Bettembourg entreront en service fin 2022 ou début 2023. Elles seront exploitées par VIIA, opérateur d'autoroutes ferroviaires du groupe SNCF. Les trains transporteront pour commencer 42 unités dans les deux sens, constituées principalement de pièces détachées pour l'industrie automobile au Royaume-Uni et en Allemagne. Ces lignes permettent de soutenir le transfert d'activités portuaires du groupe turc EKOL de Trieste vers le port de commerce de Sète,,.
Après 2024, le « train des primeurs » Perpignan-Rungis qui transporte des fruits et légumes méditerranéens de Perpignan au marché de Rungis sera remplacé par une autoroute ferroviaire de Barcelone à Anvers qui s’arrêtera à Perpignan et Rungis.

### Suisse

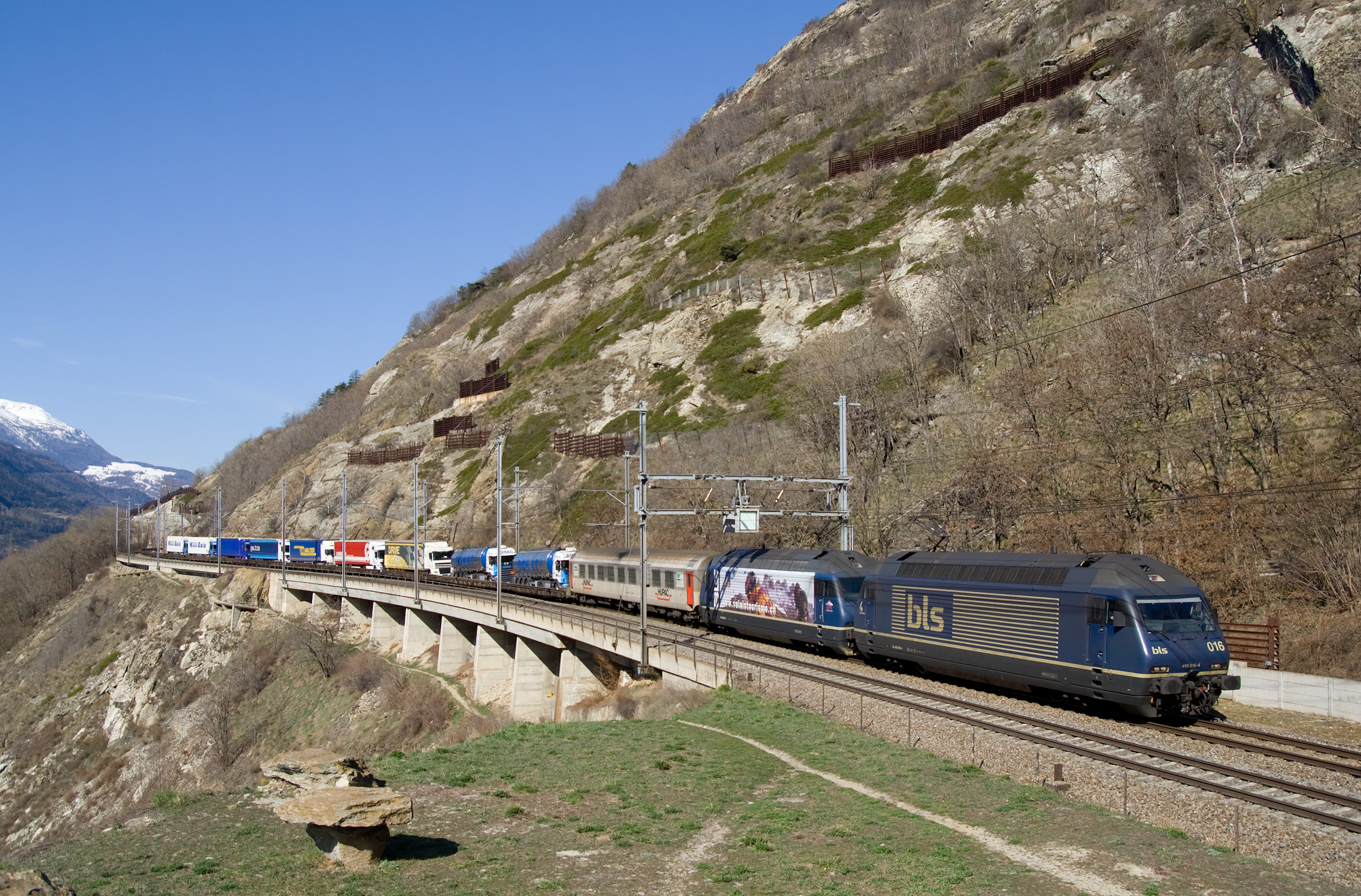
Autoroute ferroviaire sur la rampe sud de la ligne du Lötschberg, tractée par deux BLS Re 465.

En Suisse, les autoroutes roulantes (ou RoLa, pour 'Rollende Landstraße'), exploitées par Hupac AG et RAlpin AG, traversent les Alpes pour se rendre dans les pays frontaliers.